# Suore di San Giuseppe Sposo della Beata Vergine Maria
Le Suore di San Giuseppe Sposo della Beata Vergine Maria (in polacco Zgromadzenie Sióstr Świętego Józefa Oblubieńca Najświętszej Maryi Panny) sono un istituto religioso femminile di rito ucraino, di diritto pontificio: le suore di questa congregazione pospongono al loro nome la sigla C.S.S.J.

## Storia
La congregazione fu fondata da Cirillo Silec'kyj (1835–1918), parroco di Žužil e Cebliv, in Ucraina.
Le prime tre religiose dirigevano l'asilo infantile di Cebliv: le loro costituzioni furono approvate nel 1918 dal basiliano Giosafat Kocylovs'kyj, vescovo di Przemyśl.
Le loro case in Ucraina furono soppresse nel 1946 e le suore si trasferirono in Polonia, da dove si diffusero in Canada (1961), in Brasile (1969) e negli Stati Uniti d'America (1984).

## Attività e diffusione
Le suore si dedicano all'educazione dei bambini negli asili, all'assistenza agli ammalati, alle attività parrocchiali.
Sono presenti in Brasile, in Canada, in Polonia, negli Stati Uniti d'America e in Ucraina; la sede generalizia è a Leopoli.
Alla fine del 2008 la congregazione contava 89 religiose in 17 case.